# 世界撲克大賽手鐲

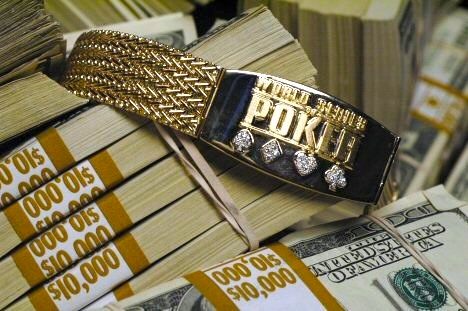
在2005年世界賽中頒發的非主賽手鐲

世界撲克大賽手鐲（World Series of Poker bracelet）被視為撲克玩家可得的非現金最高榮譽。自1976年起，每年舉行的世界撲克大賽項目冠軍都能獲得手鐲。即使在1976年前的冠軍，也被當成獲得手鐲。在WSOP的初期，每年頒發的手鐲屈指可數，1990年升至14項，2000年升至24項。由於撲克在2000年代起開始風行全球，項目數亦隨之提升。2011年，WSOP頒發58個手鐲，在歐洲區賽亦頒發7個，而全國巡迴賽亦頒發一個。這令歷年總手鐲數已逼近1000個。2013年4月首次在澳洲墨爾本開辦WSOP亞太區賽，共頒發5個手鐲。
經過2014年WSOP亞太區賽之後，手鐲頒發數已達1083個，當中有500個手鐲由170位贏得多於一隻手鐲的參賽者，其餘手鐲都是只贏過一隻手鐲的參賽者獲得。這包括18位主賽冠軍：Hal Fowler、Bill Smith、Mansour Matloubi、Brad Daugherty、Jim Bechtel、Russ Hamilton、Noel Furlong、Robert Varkonyi、Chris Moneymaker、Greg Raymer、Joe Hachem、Jamie Gold、Jerry Yang、Peter Eastgate、Jonathan Duhamel、Pius Heinz、Ryan Riess及Martin Jacobson。